# Ил Кастањо д'Андреа (Фиренца)
Ил Кастањо д'Андреа је насеље у Италији у округу Фиренца, региону Тоскана.
Према процени из 2011. у насељу је живело 253 становника. Насеље се налази на надморској висини од 750 м.